# 钟万信
鍾万信（？—1865年）是太平天国的人物，洪秀全的女婿。
鍾万信娶洪秀全的女儿洪天姣为妻。被封为殿前又正总开矿顶天扶朝纲天二驸马金王。太平天国癸开十三年（1863年）九月，救援无锡。天京失陷后，转战回到广东。乙好十五年（1865年）十二月，广东嘉应州失陷后，在丰顺县白水寨被执杀害。